# Diecezja Kamina
Diecezja Kamina – diecezja rzymskokatolicka  w Demokratycznej Republice Konga. Powstała w 1922 jako prefektura apostolska Lulua i Centralnej Katangi. Wikariat apostolski od 1934 (od 1948 jako wikariat Lulua). Diecezja od 1959.

## Biskupi diecezjalni
- Biskupi  Kamina
  - Léonard Kakudji Muzinga (od 2024)
  - Bp Jean-Anatole Kalala (1990–2020)
  - Bp Barthélémy Malunga (1971 – 1990)
  - Bp Victor Petrus Keuppens, O.F.M. (1959– 1971)
- Wikariusze apostolscy  Lulua
  - Bp Victor Petrus Keuppens, O.F.M. (1950 – 1959)
  - Bishop Camillo Paolo A. Stappers, O.F.M. (1934.02.26 – 1949)
- Prefekci apostolscy  Lulua i Centralnej Katangi
  - Bp Camillo Paolo A. Stappers, O.F.M. (1922 – 1934)